# Православие в Италии
Православие в Италии — религиозная конфессия в республике Италия. Общее число православных в стране составляет, по оценке на 2012 год, 1,4 млн человек (свыше 2,3 % населения страны) и возрастает за счет увеличения числа мигрантов из Восточной Европы. По данным архиепископа Егорьевского Марка (Головкова) православие является второй религией в Италии (после католицизма) по числу верующих. Православие в Италии исповедуют в основном экономические мигранты из Восточной Европы, в первую очередь из Румынии, России, Украины и других стран СНГ, за счет которых с 1990 по 2004 год численность православных в Италии увеличилось в 11 раз. 
Православная традиция на юге страны, который до конца XI века контролировала Византийская империя, имеет давнюю историю.

## История
Раннее христианство пришло на территорию современной Италии в римскую эпоху. Процесс постепенного размежевания христианский течений на восточные (православные) и западные (католические) после раздела империи на Восточную и Западную части в 395 году не затронул Южную Италию, которую Восточная Римская империя вернула под свой контроль уже во время завоеваний Юстиниана в начале VI века. Восточный обряд в целом был преобладающей формой христианства в Южной Италии и Сицилии в VI-XV веках, чему способствовало наличие там крупных районов концентрации собственно греческого населения с раннеантичных времён. Несмотря на утрату Сицилии в IX веке и её постепенную исламизацию в рамках Сицилийского эмирата, православные традиции продолжали поддерживаться на северо-западе острова в многочисленной грекоязычной среде, и даже, по-видимому сохраняли небольшой численный перевес на острове в целом. Отдельные материковые регионы Южной Италии (например, Бари) продолжали контролироваться Византией до 1071, то есть их официальный православный статус был закреплён после раскола церквей 1054 года. Однако, он продлился недолго: в 1060 г. в руки католиков-норманов попал Реджо, в 1063 — Таранто, в 1070 — Бриндизи, в 1071 — Бари. Таким образом, 17-летняя история православной государственности в Италии подошла к концу.

## Православие в мусульманской Италии
Примечательно что падение Сицилийского эмирата под ударами норманов в конце XI века привело к релатинизации острова, которая в свою очередь повлекла за собой постепенный упадок как мусульманской, так и православной (восточно-христианской) культуры на острове, хотя последняя сохраняла присутствие до XVI века.

## Позднее средневековье
После первого падения Константинополя в 1204 году от ударов крестоносцев и венецианцев, православные традиции в Южной Италии временно утрачивают моральный ориентир. С православием начинает интенсивно конкурировать и католичество. Но второе падение Константинополя в 1453 году и постепенное завоевание турками Балкан в XV-XVI веках привели к мощному потоку балканской иммиграции в Италию. Среди прибывших выделялись православные албанцы (арбереши) и греки, небольшие поселения которых на юге страны сохраняются до наших дней. Они долгое время поддерживали давние православные традиции на юге страны, хотя со временем, учитывая давление со стороны католичества и общий конфликтный религиозный фон той эпохи, большинство их потомков постепенно перешло в католичество.

## Русское православие в Италии
Первые государственные решения об открытии на Апеннинах православных храмов были приняты в 1797 году в Турине, в 1799 году в Неаполе и в 1803 году в Папском государстве, но не одно из них не было исполнено на практике, в результате бурных политических событий той эпохи.
Первыми русскими храмами вообще, действовавшими на территории Апеннинского полуострова, стали домовые церкви русских аристократов княгини Е. Голицыной (1817), графа Д. П. Бутурлина (1818) и Н. Н. Демидова (1823). Первым «дипломатическим» стал храм при миссии в Тоскане (1823).
Решением Священного Синода от 27 декабря 2007 года приходы в Италии выделены из состава Корсунской епархии и подчинены каноническому ведению епископа с титулом «Богородский». До назначения епископа Богородского архипастырское окормление приходов в Италии сохранено за архиепископом Корсунским Иннокентием.
16 июля 2013 года на заседании Священного Синода Русской Православной Церкви, проходившем в Москве под председательством Святейшего Патриарха Московского и всея Руси Кирилла, члены Синода, выразив благодарность епископу Корсунскому Нестору за труды, понесенные по управлению Италийскими приходами Русской Православной Церкви, освободили его от этой должности. Временно управляющим приходами Московского Патриархата в Италии назначен архиепископ Егорьевский Марк, викарий Святейшего Патриарха Московского и всея Руси, руководитель Управления Московской Патриархии по зарубежным учреждениям.
На 2013 год в Италии насчитывалось более 50 приходов Русской православной церкви, но большей частью богослужения совершают в церквях, которые предоставляют католики.